# Podmokelský poklad

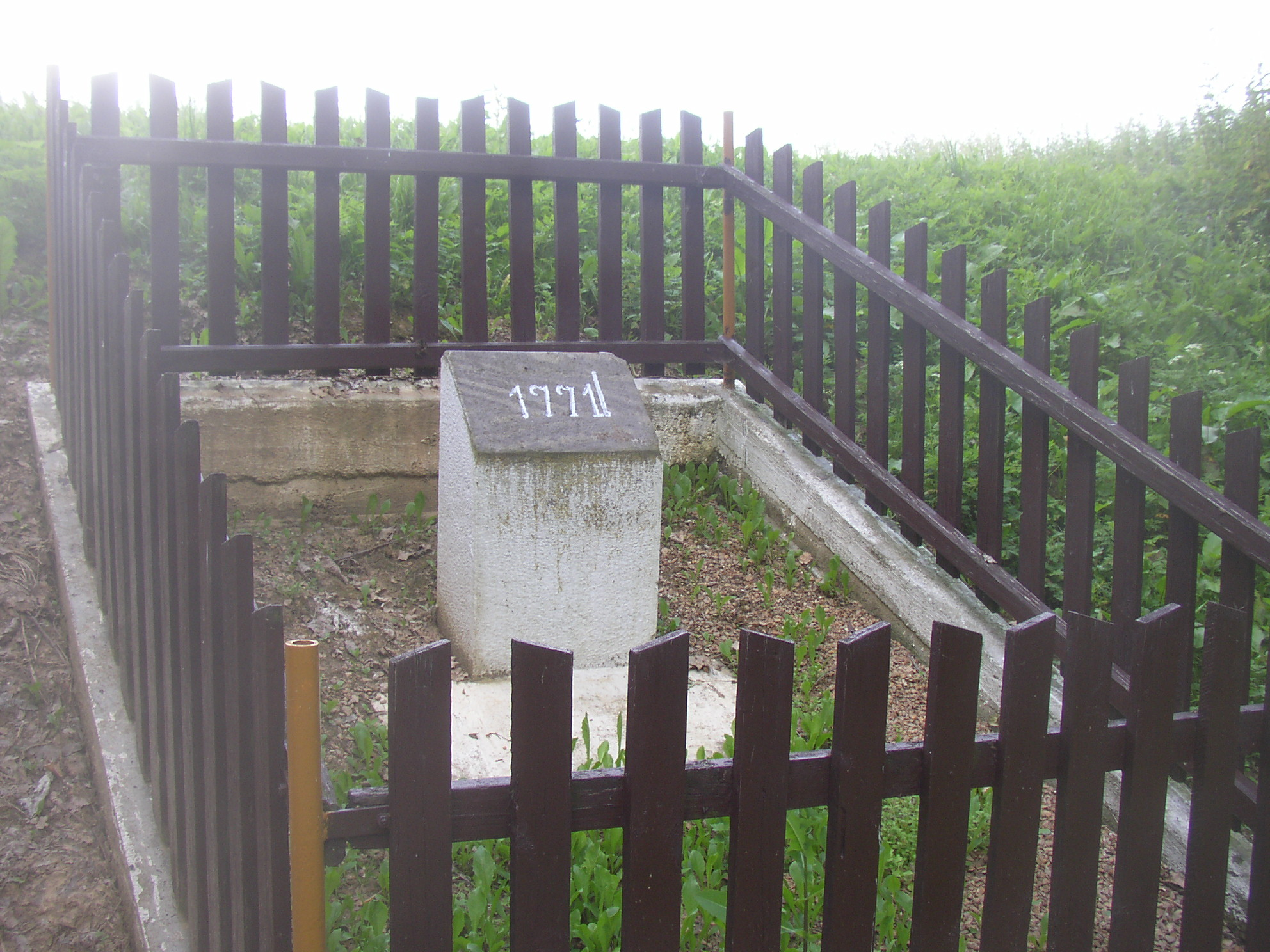
Pomníček označující místo nálezu podmokelského pokladu

Jako podmokelský poklad je označován depot velkého množství zlatých keltských mincí (duhovek), nalezený 12. června (někdy se uvádí i 11. června) 1771 v levém břehu Podmokelského potoka severně od vsi Podmokly na Rokycansku. Celkové množství mincí se vzhledem k okolnostem nálezu nepodařilo s přesností určit. Dle písemných zpráv bylo zachyceno asi 4 200 mincí, původní množství se odhaduje na nejméně 5 000 (či snad až 7 000) mincí o celkové váze 30–40 (podle některých odhadů až 50) kg. Poklad byl umístěn v bronzové nádobě spolu s nákrčníkem. Soubor byl do země uložen v době kolem poloviny 1. století př. n. l.
Velká část pokladu, kterou si mezi sebe rozdělili místní obyvatelé, nakonec přišla do majetku knížete Karla Egona z Fürstenberka. 
Ten většinu mincí nechal roztavit a zlato použil na ražbu dukátů, malá část zůstala uložená v knížecí sbírce na zámku v Donaueschingen a část se jako dar ocitla v různých soukromých i institučních sbírkách.
Bohužel na získání nálezu, o kterém se dozvěděl tak, že místní sedláci náhle bohatnou, vyslal drába Růžičku, který nevybíravým způsobem jako bylo veřejné mrskání, u některých nešťastníků i vsazení do hladomorny Křivoklátu, a mučením, se dožadoval vrácení nalezeného.
Po dohledání zbytku nálezu si tedy nechal narazit vlastní mince, a až poté jako odpustek zrušil na svém panství robotu. Traduje se, že ani Růžička nepřišel zkrátka, a mincemi obdarovával své společnice. Dle odborných názorů ještě část pokladu někde v zemi v okolí je.[zdroj⁠?!] Pochází totiž z doby zániku hradiště Stradonice.